# Бузова (аеродром)
Бу́зова — спортивний аеродром Центрального аероклубу Товариства сприяння обороні України.
Є головним планерним аеродромом в Україні. Розташований приблизно в 40 км на захід від центру Києва. Тут регулярно проводяться планерні змагання як для новачків, так і для професіоналів.

## Інфаструктура
На аеродромі знаходиться дві злітно-посадкові смуги, одна 900×40 м, друга 500×40 м, обидві — грунтові.

## Аеродромна техніка
- SZD 48-3 Jantar Standard 3[3]
- SZD-41 Jantar Standard[3]
- SZD 48 Jantar Standard 2[3]
- SZD-42-2 Jantar 2B[3]
- L-13 Blanik[3]
- АС-21[3]
- LAK-12[3]
- LAK-19[3]
- Ventus 2[3]
- Вільга-35А[3]